# Лескова, Вера Анатольевна
Вера Анатольевна Лескова (род. 1 марта 1953) — советская и российская актриса театра и кино.

## Биография
Вера Лескова родилась 1 марта 1953 года. В 1974 году окончила Высшее театральное училище имени М. С. Щепкина. С 1984 года играет в Московском драматическом театре имени А. С. Пушкина.

### Семья
- Муж — Виктор Александрович Фрадкин (род. 1949), писатель, внук советского художника-графика и карикатуриста Бориса Ефимовича Ефимова (1900—2008).

## Творчество

### Театральные работы
- «Аленький цветочек» — Алёнушка
- «Луна в форточке» — Даша
- «Обручение»
- «Иван и мадонна»
- «Я-женщина»
- «Подонки» — первая дочка
- «Блэз» — Ариана
- «Белая цапля» — Алёна
- «Из пламя и света»
- «Где любезная моя?» — Маша
- «Нельская башня» — Шарлотта
- «Принцесса Брамбилла» — Карнавал
- «Великий Гэтсби»
- «Сон в летнюю ночь» — фея
- «Любовь под вязами»
- «Призраки» — Сильвия
- «Последняя женщина сеньора Хуана» — Матильда
- «Леди на день»
- «Дубровский» —  мать Дубровского
- «Ромео и Джульетта» — синьора Монтекки
- «Ревизор»[2] — Жена Хлопова
- «Великая магия»[3] — синьора Марино

### Фильмография
1. 1975 — Это мы не проходили — эпизод
2. 1975 — Там, за горизонтом — Лена
3. 1981 — Мужики!.. — продавщица
4. 1983 — Прости меня, Алеша — Надя, старшая сестра Алеши
5. 1987 — Девятое мая
6. 1989 — Ваня, ты как здесь?!
7. 1991 — Блэз — Ариана Кларенс
8. 2008 — Неизвестная версия (укр. Невідома версія; Украина), документальный, серия «Мужики!..»